# Lluís de Gorízia-Tirol
Lluís de Gorízia-Tirol o de Tirol (Ludwig von Tirol) fou co-comte de Tirol, co-duc de Caríntia i co-marcgravi de Carniola de 1295 a 1305. Era fill de Meinard II de Gorízia-Tirol i va governar juntament amb els seus germans Otó I de Tirol i III de Caríntia i Carniola i Enric II de Tirol, VIII de Caríntia i III de Carniola.
No es va casar i va morir el 22 de setembre de 1305. Els seus germans Otó i Enric van continuar governant junts.